# Offer-, spanings- och ingripandebrott
Offer-, spanings- och ingripandebrott är en begreppsmässig uppdelning för generaliserande tolkning av brottsstatistiken.

## Offerbrott
Offerbrott, eller anmälningsbrott, benämns de brott som har ett definierat offer och i allmänhet är ett brott mot brottsbalken. För att ett offerbrott ska komma till polisens kännedom krävs att brottet anmäls av offret, ett vittne eller annan person som känner till händelsen. Ifall ett brott registreras beror på offrets anmälningsvilja. Anmälningsbenägenheten varierar beroende på i huvudsak offrets och gärningsmannens närhet till varandra.
När det kommer till en kategorisering inom offerbrotten kan det göras i två huvudgrupper: brott mot person och förmögenhetsbrott. Det förstnämnda är det brottslig verksamhet där gärningsmannen direkt inriktar sig på ett offer. Det kan handla om exempelvis misshandel, olaga hot och sexualbrott. När det kommer till förmögenhetsbrott inriktar sig inte gärningsmannen direkt på offret därför det mindre vanligt att en konfrontation sker. Det handlar mer om stölder av olika slag (dock ej butiksstölder), inbrott och skadegörelse.

## Spanings- och ingripandebrott
Spanings- och ingripandebrott benämns de brott som upptäcks som resultat av polisens, åklagarens, tullens eller andras arbetsinsatser, och har därför generellt en hög uppklaringsprocent. Typiska spanings- och ingripandebrott är trafikbrott (exempelvis fortkörning och rattfylla), narkotikabrott och varusmuggling, men även en stor del av den ekonomiska brottsligheten som upptäcks genom kontroller utförda av Skatteverket eller Ekobrottsmyndigheten. Även butiksinnehavarnas bevakningsinsatser (exempelvis väktare och kameraövervakning) för att upptäcka snatteri och stölder ingår i kategorin. Det är långt ifrån alla brott som upptäcks genom dessa insatser. Den dolda brottsligheten är förmodat mycket hög och det skulle krävas oproportionerligt stora spanings- och kontrollinsatser för att upptäcka alla brott som sker i samhället.
Antalet polisanmälda brott i kategorin spanings- och ingripandebrott speglar i huvudsak myndighetsaktiviteter på området och kan därför skapa viss "förvirring", i synnerhet inom massmedia när det kommer till statistikrapportering om kriminalitet. När polisen satsar stora resurser på att övervaka i trafiken upptäcks fler brott och fler polisanmäls, något som kommer synas i brottsstatistiken. Denna statistiska ökning behöver emellertid inte avspegla någon faktisk ökning i antalet trafikbrott, utan beror på att en större andel av den dolda brottsligheten upptäcks.